# 滝沢市立鵜飼小学校
滝沢市立鵜飼小学校（たきざわしりつ うかいしょうがっこう）は、岩手県滝沢市鵜飼洞畑にある公立小学校。2015年5月1日現在の生徒数は947名である。

## 概要

### 校名の由来・開校記念日
- チャグチャグ馬コの出発する鬼越蒼前神社のすぐ近くに建つ小学校[2]で、後方に広大な岩手山、前方に華麗な姫神山を眺望している。岩手山南東裾野には、牛の背のような標高897.1mの鞍掛山（国指定名勝）があり、ちょうど岩手山の裾野におんぶした形状をしている。アイヌ語で『おんぶしている山』のことを『ウカイ（おんぶしている）ヌプリ（山）』と呼ぶことから、鵜飼の地名はアイヌ語に由来しているのではとも言われている[1]。なお、地名の由来については、諸説ある[3]。鵜飼小学校は、この「鵜飼」という地名を冠して命名された小学校である。
- 開校記念日は、8月15日である[1]。1881年（明治14年）8月15日に開校したことに因んでいる。

### 校章・校歌
校章1965年（昭和40年）10月28日に制定。校章の意味は、「協力一致」。校舎移転を機に気分一新を狙い、この校章を制定。「鵜飼小学校の子どもはみな一つに結びついて進もう」ということを表すため、今までの帽章のウ、カ、イを「ウ」の一字にまとめ、中央に向けて配し、中央に「小」の字を表した（作図者は中村正男）。
校旗1970年（昭和45年）PTAより寄付され、11月3日の学習発表会の前に校旗樹立式を行った。
校歌1955年（昭和30年）8月15日に制定。小林正作詞、竹田伊三郎作曲。

## 沿革

### 経緯
1881年に公立鵜飼小学校として開校した。その後、鵜飼尋常小学校と改称し、1941年の国民学校令により鵜飼国民学校に改称した。学制改革により鵜飼小学校と改称し現在に至る。

### 年表
- 1881年（明治14年）8月15日 - 公立鵜飼小学校創立[1]。
- 1886年（明治19年）11月 - 鵜飼簡易小学校と改称。
- 1892年（明治25年）5月1日 - 鵜飼尋常小学校と改称。
- 1905年（明治38年）9月 - 姥屋敷分教室開設。
- 1924年（大正13年）1月23日 - 姥屋敷分教場設置認可。
- 1941年（昭和16年）4月1日 - 国民学校令により鵜飼国民学校と改称。
- 1947年（昭和22年）4月1日 - 学制改革により鵜飼小学校と改称。
- 1953年（昭和28年）3月31日 - 姥屋敷分教場、姥屋敷小中学校として独立。
- 1955年（昭和30年）8月15日 - 校歌制定。
- 1965年（昭和40年）10月28日 - 校章制定、旧滝沢中校舎へ移転。
- 1970年（昭和45年）11月3日 - 校旗樹立
- 1980年（昭和55年）4月1日 - 知的障がい学級（わかば）開設。
- 1984年（昭和59年）5月 - 応援歌制定。
- 1989年（平成元年）4月1日 - ことばの教室開設。
- 1996年（平成8年）4月1日 - ことばの教室通級制に切り替え。
- 2005年（平成17年）4月1日 - 情緒障がい学級（あおば）開設。
- 2010年（平成22年）4月1日 - LD等通級指導教室（よつば）開設。
- 2014年（平成26年）1月1日 - 滝沢村の市制移行に伴って滝沢市立鵜飼小学校に校名変更。
- 2019年（平成31年）4月1日 - 本校の大規模化（マンモス校化）解消のため、学区の一部を分離し、滝沢中央小学校開校[5]。

## 通学区域
上鵜飼、清水沢、外久保、上前田、高坊、栃平、田端、上山、御庭田、稲荷、鳥谷平、家近森、鰍森、中鵜飼、迫、洞畑、狐洞、向新田、先古川、下鵜飼、八人打、滝向、下前田、樋の口、年毛、上高柳、笹森、下高柳、高柳、石留、諸葛川、大緩、白石、細谷地※、鬼越※
※細谷地、鬼越は一部の学区が重なっている。

## 進学先中学校
- 滝沢市立滝沢南中学校